# Šamot
Šamot (franc. chamotte) je proizvod s velikim udjelom silicijeva (kremen ili kvarc) i aluminijeva oksida (korund), postojan na visokim temperaturama. Šamotno se brašno dobiva paljenjem i finim mljevenjem kaolina ili vatrootporne gline, a šamotna opeka paljenjem masne gline kojoj je dodana već jednom paljena samljevena glina i kremeni pijesak, pa može izdržati temperature do 1 600 °C. Šamotni je mort smjesa šamotnoga brašna, praha nepečene gline i vode. Šamot se koristi za izvedbu ložišta, peći, kamina i tako dalje.
Šamot se najviše upotrebljava u tehnici, jer se dobiva iz lako dostupnih mineralnih nalazišta i da se odlikuje slabo kiselim ili slabo bazičnim svojstvima. Kemijski sastav šamotnih opeka je od 50 do 60% SiO2, od 23 do 34% Al2O3 i od 6 do 27% ostalih sastojaka koji imaju manje ili više Fe2O3, CaO, MgO, K2O, Na2O i TiO2. Izrađuju se od manje ili više čistog kaolina (Al2O3 x 2 SiO2 x 2 H2O) i pečene gline.Ove opeke nisu namijenjene da nose veliko opterećenje, već samo za oblaganje visokotemperaturskih ložišta. Mort za ozidavanje pravi se od samljevene vatrostalne gline i vode.

## Vatrostalna glina
Vatrostalna glina (često se naziva i šamot, ali to je samo vrsta vatrostalne gline koja se najviše upotrebljava) je vrsta gline koja se ne deformira sve do 1 580 °C, a koristi se za izradu vatrostalnih opeka. Procjena vatrostalnosti zasniva se na zagrijavanju uzorka oblika trostrane piramide, sve dok se zagrijavanjem piramida savije tako da njen vrh dodirne osnovicu. Vatrostalna glina se upotrebljava uglavnom za obloge ložišta (na primjer visoke peći) i donjih dijelova dimnjaka. U metalurgiji se vatrostalne gline najviše upotrebljavaju za izradu šamotnih, silikatnih, dolomitnih i magnezitnih opeka. Osim navedenih materijala u primjeni su i kromne opeke, silicijum karbidne (karborund) i šupljikave vatrostalne opeke. Vatrostalnost se objašnjava jakim medumolekularnim (ionsko-kovalentnim) vezama atoma.

### Vatrostalna opeka
Vatrostalna opeka (ponekad se naziva i šamotna opeka) proizvodi se od manjeg dijela vatrostalne gline i većeg dijela mljevenog praha već prije pečene vatrostalne opeke. Vatrostalna opeka može izdržati temperaturu od 1 580 °C, pa se upotrebljava uglavnom za obloge ložišta i donjih dijelova dimnjaka. Slično vatrostalnoj (šamotnoj) opeci upotrebljavaju se kao bazični vatrostalni materijali magnezitna, dolomitna i boksitna opeka, a kao kiseli vatrostalni materijali silika-blokovi i dinas-blokovi. Kiselootporne opeke upotrebljavaju se u agresivnim sredinama gdje djeluju sumporna ili solna kiselina i lužine (baze).